# 올림픽 에스토니아 선수단
올림픽 에스토니아 선수단은 에스토니아를 대표하여 올림픽에 참가하는 선수단이다. 에스토니아는 1918년 전쟁을 벌이던 러시아와 독일 제국으로부터 독립을 선언한 지 2년 후인 1920년 하계 올림픽에 국가로서 처음으로 참가했다. 에스토니아 국가 올림픽 위원회는 1923년에 설립되었다. 독립된 에스토니아의 첫 번째 동계 올림픽은 1928년에 있었다. 에스토니아 선수들은 1940년 소련이 에스토니아를 침공하여 점령할 때까지 올림픽에 참가했다. 1980년 하계 올림픽 요트 경주는 소련이 점령한 에스토니아 탈린에서 열렸다. 1991년 소련 점령이 끝난 이후 에스토니아는 모든 올림픽에 참가했다. 에스토니아는 레슬링(11), 역도(7), 크로스컨트리 스키(7), 육상(6)에서 대부분의 메달을 획득했다.

## 같이 보기
- 분류:에스토니아의 올림픽 참가 선수